# Índice refrativo

O índice refrativo ou índice de refração de um meio é uma medida de quanto a velocidade da luz (ou de outras ondas, como ondas sonoras) é reduzida no interior do meio. Por exemplo, o típico soda-lime glass tem um índice de refração de 1,5, o que significa que, no vidro, a luz viaja a 1/1.5 = 0.67 vezes a velocidade da luz no vácuo. Duas propriedades comuns de vidro e outros materiais transparentes estão diretamente relacionados ao seu índice de refração. Primeiro, os raios de luz mudam de direção quando cruzam a interface do ar para o material, um efeito que é usado em lentes. Em segundo lugar, a luz reflete parcialmente de superfícies que têm um índice de refração diferente do seu ambiente.